# Little Black Book (film)
Little Black Book is een film uit 2004 onder regie van Nick Hurran.

## Verhaal
Stacy werkt bij een praatprogramma en is ervan overtuigd dat haar vriendje Derek de ware is voor haar. Hij heeft echter bindingsangst en weigert over zijn eerdere relaties te praten. Daarom laat ze haar collega Barb uitzoeken wie die vrouwen zijn en regelt een gesprek met hen in het programma om meer over Derek uit te zoeken.

## Rolverdeling
| Acteur             | Personage   |
| ------------------ | ----------- |
| Brittany Murphy    | Stacy       |
| Holly Hunter       | Barb        |
| Kathy Bates        | Kippie Kann |
| Ron Livingston     | Derek       |
| Julianne Nicholson | Joyce       |
| Josie Maran        | Lulu Fritz  |
| Sharon Lawrence    | Moeder      |